# 丘布敦 (喬治亞州)
丘布敦（英語：Chubbtown）是位於美國喬治亞州弗洛伊德縣的一個非建制地區。該地的面積和人口皆未知。

## 地理
丘布敦的座標為34°05′25″N 85°16′57″W / 34.09028°N 85.28250°W，而該地的平均海拔高度為223米（即732英尺）。